# Arndt-Michael Schade
Arndt-Michael Schade (* 23. August 1943 in Dresden) ist ein deutscher Schauspieler.

## Leben
Arndt-Michael Schade beendete 1961 die Schule. Von 1961 bis 1964 absolvierte eine Lehre zum Elektromechaniker mit erfolgreichem Abschluss bei der Firma AEGIR in Dresden-Leuben.
Danach absolvierte er von 1968 bis 1971 sein Schauspielstudium an der Staatlichen Schauspielschule Berlin in Berlin-Schöneweide.
In den Jahren von 1971 bis 1975 war er am Landestheater Dessau als Schauspieler fest engagiert und von 1975 bis 1977 an der Filmhochschule Babelsberg tätig. Danach war er am Theater der Bergarbeiter in Senftenberg engagiert. Ab dem 1. Dezember 1979 trat er im  Kabarett Die Kiebitzensteiner in Halle auf. 
Des Weiteren wirkte Schade als Filmschauspieler an einigen deutschen Film- und Fernsehproduktionen mit. Sein Filmdebüt hatte er 1970 in dem Film Kein Mann für Camp Detrick als Nebendarsteller. 1972 trat er in dem ostdeutschen Science-Fiction-Film Eolomea als Rettungstechniker und in dem dreiteiligen Fernsehfilm Aller Liebe Anfang auf. Weiterhin wirkte er 1976 in der   Polizeiruf-110-Folge Ein ungewöhnlicher Auftrag als Offiziersschüler und 1977 im Fernsehfilm Die Verführbaren sowie 1992 in dem Spielfilm Wunderjahre mit. Zuletzt hatte Schade im Jahr 2013 in dem Fernsehfilm Sein größter Trick mitgewirkt.